# عنکبوت آکروبات‌باز
عنکبوت آکروبات‌باز (نام علمی: Cebrennus) نام یک سرده از تیره عنکبوت‌های خرچنگی بزرگ است.